# Topologia magistrali

Topologia magistrali

Topologia magistrali, topologia szyny (ang. bus) – jedna z topologii fizycznych sieci komputerowych charakteryzująca się tym, że wszystkie elementy sieci są podłączone do jednej magistrali (zazwyczaj w postaci kabla koncentrycznego). W tej topologii pracują na przykład sieci 10BASE2, 10BASE5 czy NMEA 2000.

## Budowa
Sieć o takiej topologii składa się z jednego kabla koncentrycznego (10Base-2, 10Base-5 lub 10Broad36). Poszczególne części sieci (takie jak hosty) są podłączane do nadajnik-odbiorników:
- w przypadku sieci 10BASE2 – za pomocą specjalnych trójników zwanych także łącznikami T oraz łączy BNC,
- w przypadku sieci 10BASE5 – za pomocą łącznika typu "wampir" z nadajniko-odbiornikiem lub łączem typu N.

Na obu końcach magistrali powinien znaleźć się rezystor (ang. terminator) o rezystancji równej impedancji falowej wybranego kabla, aby zapobiec odbiciu się impulsu i tym samym zajęciu całego dostępnego łącza. Maksymalna długość segmentu sieci w poszczególnych standardach wynosi:
- 10Base-2 – 185 m
- 10Base-5 – 500 m
- 10Broad36 – 1800 m

Ze względu na problemy z doprowadzeniem pojedynczego kabla sieciowego praktycznie bezpośrednio do każdego komputera, sieć w topologii magistrali jest głównie stosowana w przypadku prostego ich rozmieszczenia – niewielkie biura lub sale wykładowe (komputerowe). Dużym problemem tej topologii jest minimalna odporność na awarie. Uszkodzenie magistrali w jednym miejscu praktycznie unieruchamia całą sieć, a znalezienie miejsca uszkodzenia jest trudne.

## Przesyłanie danych
Sieć w topologii magistrali pozwala na realizację wyłącznie jednej transmisji w danym momencie (wyjątkiem jest tutaj 10Broad36, który umożliwia podział kabla na kilka kanałów). Sygnał nadany przez jedną ze stacji jest odbierany przez wszystkie (co bez zastosowania dodatkowych zabezpieczeń umożliwia jego przechwycenie, które opiera się wyłącznie na przestawieniu karty sieciowej w tryb odbierania promiscuous), jednakże tylko stacja, do której pakiet został zaadresowany, interpretuje go. Dużym problemem w tego typu sieciach jest pojawianie się kolizji, czyli próby transmisji przez więcej niż jedną stację, w tym samym momencie. Aby ten problem rozwiązać stosuje się odpowiednie metody detekcji kolizji jak np. CSMA/CD. Maksymalna przepustowość łącza w trzech podanych wyżej standardach sieci Ethernet to 10 Mb/s.

## Zalety i wady

### Zalety
- małe użycie kabla
- brak dodatkowych urządzeń (koncentratorów, switchów)
- niska cena sieci
- małe koszty produkcji
- odporność na uszkodzenia mechaniczne i zakłócenia elektromagnetyczne

### Wady
- lokalizacja usterek jest trudna
- tylko jedna możliwa transmisja w danym momencie (wyjątek: 10Broad36)
- potencjalnie duża liczba kolizji
- awaria głównego kabla powoduje unieruchomienie całej domeny kolizyjnej
- słaba skalowalność
- słabe bezpieczeństwo